# Frank Grillo
Frank Grillo (Nueva York, 8 de junio de 1967) es un actor y modelo estadounidense conocido por sus papeles en la saga de películas de La Purga (The Purge: Anarchy y The Purge: Election Year). En el Universo Cinematográfico de Marvel como Brock Rumlow y Frank Campana en Warrior. Interpretó el papel de Nick Savrinn en la primera temporada de Prison Break.

## Carrera
Grillo es conocido por interpretar a Nick Savrinn en la primera temporada de la serie Prison Break. También tuvo papeles en otras series de televisión, incluyendo Blind Justice y Battery Park. Entre 1996 y 1999, interpretó otro de sus personajes populares, el de Hart Jessup en la serie dramática Guiding Light. También es conocido por su interpretación de Alvey Kulina en la serie Kingdom de Directv, la cual tiene gran éxito actualmente. Antes de tener éxito en la televisión hizo algunos avisos publicitarios para marcas como American Express, desodorantes Sure y Miller Genuine Draft. Además fue modelo de fitness, apareciendo en revistas como Men's Workout y Exercise & Health a finales de los años 1980 y principios de los '90. También tuvo un papel destacado en la exitosa película Warrior, en 2011, interpretando a Frank Campana, famoso entrenador de luchadores de artes marciales mixtas. Fue protagonista en The Purge: Anarchy como el sargento Leo Barnes.
En 2014 se unió a Marvel para participar en el film Captain America: The Winter Soldier, secuela de Capitán América: el primer vengador, estrenada el 28 de marzo de 2014, interpretando a Brock Rumlow, un agente de S.H.I.E.L.D.
En 2016 regresa de nuevo como Brock Rumlow / Crossbones en Capitán América: Civil War. También protagonizó la tercera entrega de The Purge, The Purge: Election Year.
Fue anunciado como Rick Flag Sr en el Universo DC (DCU) en 2023, primero prestando su voz al personaje en Creature Commandos, que se estrenó en diciembre de 2024. Posteriormente, debutaría en acción real en Supermán. Retomaría su papel en la segunda temporada de Peacemaker. 

## Vida privada
Grillo nació en la ciudad de Nueva York y es de ascendencia italiana. Se graduó en la Universidad de Nueva York con un título en Negocios y Administración.
Se casó con su primera esposa, Kathy, en 1991, pero la pareja se divorció en 1998. Tuvieron un hijo, Remy (nacido en 1997). Grillo se volvió a casar el 28 de octubre de 2000, esta vez con la actriz Wendy Moniz. La pareja tuvo dos hijos: Liam (n. 2004) y Rio Joseph Grillo (n. 2008). se divorció en 2020.

## Filmografía
| Año  | Título                                 | Papel                           | Notas             |
| ---- | -------------------------------------- | ------------------------------- | ----------------- |
| 1992 | The Mambo Kings                        | Machito                         |                   |
| 1993 | Deadly Rivals                          | Grogan                          |                   |
| 1996 | Deadly Charades                        | Vince Carlucci                  |                   |
| 2002 | Simplicity                             | General                         | Cortometraje      |
| 2002 | Minority Report                        | Pre-Crime Cop                   |                   |
| 2003 | La cosa más dulce                      | Andy                            |                   |
| 2004 | Hunter: Return to Justice              | Terence Gillette                |                   |
| 2005 | Hunter: Back in Force                  | Terence Gillette                |                   |
| 2006 | April's Shower                         | Rocco                           |                   |
| 2006 | Hollis & Rae                           | Henry Callaway                  |                   |
| 2007 | Raw Footage                            | Ben Chaffin                     | Cortometraje      |
| 2008 | The Madness of Jane                    | Oliver Cornbluth                |                   |
| 2008 | Blue Blood                             | Quarry                          |                   |
| 2008 | iMurders                               | Joe Romano                      |                   |
| 2009 | Pride and Glory                        | Eddie Carbone                   |                   |
| 2009 | Blue Eyes                              | Bob Estevez                     |                   |
| 2010 | Edge of Darkness                       | Agent One                       |                   |
| 2010 | Mother's Day                           | Daniel Sohapi                   |                   |
| 2010 | My Soul to Take                        | Paterson                        |                   |
| 2011 | Warrior                                | Frank Campana                   |                   |
| 2012 | The Grey                               | John Diaz                       |                   |
| 2012 | Lay the Favorite                       | Frankie                         |                   |
| 2012 | End of Watch                           | Sarge                           |                   |
| 2012 | La noche más oscura                    | Red Squadron Commanding Officer |                   |
| 2013 | Disconnect                             | Mike                            |                   |
| 2013 | Collision                              | Scott Dolan                     |                   |
| 2013 | Mary and Martha                        | Peter                           |                   |
| 2013 | Homefront                              | Cyrus Hanks                     |                   |
| 2014 | Captain America: The Winter Soldier    | Brock Rumlow                    |                   |
| 2014 | The Purge: Anarchy                     | Sergeant Leo Barnes             |                   |
| 2015 | Demonic                                | Mark Lewis                      |                   |
| 2015 | Big Sky                                | Jesse                           |                   |
| 2016 | Capitán América: Civil War             | Brock Rumlow / Crossbones       |                   |
| 2016 | The Purge: Election Year               | Sergeant Leo Barnes             |                   |
| 2017 | The Crash                              | Guy Clifton                     |                   |
| 2017 | Stephanie                              | Stephanie's father              |                   |
| 2017 | Wolf Warrior 2                         | Big Daddy                       |                   |
| 2017 | Wheelman                               | Wheelman                        | También productor |
| 2017 | Beyond Skyline                         | Mark                            |                   |
| 2018 | Reprisal                               | Jacob                           |                   |
| 2018 | Donnybrook                             | Chainsaw Angus                  |                   |
| 2019 | Avengers: Endgame                      | Brock Rumlow                    | Cameo             |
| 2019 | Point Blank                            | Abe                             | También productor |
| 2019 | Black and Blue                         | Terry Malone                    |                   |
| 2019 | Boss Level                             | Roy Pulver                      |                   |
| 2019 | Once Upon a Time in Staten Island      | Vincent Dedea                   |                   |
| 2020 | The Hitman's Wife's Bodyguard          | Bobby O'Neill                   |                   |
| 2020 | No mans land                           | Bill Greer                      |                   |
| 2020 | Body Brokers                           | Vin                             |                   |
| 2020 | The Gateway                            | Duke                            |                   |
| 2021 | Panamá                                 | James Becker                    |                   |
| 2021 | Copshop                                | Teddy Murretto                  |                   |
| 2022 | Lamborghini: The Man Behind the Legend | Ferruccio Lamborghini           |                   |
| 2022 | Shattered                              | Sebastian                       |                   |
| 2023 | Little Dixie                           | Doc Alexander                   |                   |
| 2023 | The Resurrection of Charles Manson     | Robert                          |                   |
| 2023 | One Day as a Lion                      | Pauly Russo                     |                   |
| 2023 | MR-9 : Do or Die                       | Roman Ross                      |                   |
| 2023 | Justice League: Warworld               | Agente Faraday                  |                   |
| 2023 | Black Lotus                            | Saban                           |                   |
| 2023 | King of Killers                        | Jorg Drakos                     |                   |
| 2024 | Lights Out                             | Michael 'Duffy' Duffield        |                   |
| 2024 | Werewolves                             | Wesley Marshall                 |                   |
| 2024 | Tulsa King                             | Bill Bevilaqua                  | Serie de TV       |
| 2024 | Creature Commandos                     | Rick Flag Sr.                   | Serie de TV       |
| 2025 | Superman                               | Rick Flag Sr.                   |                   |
| 2025 | Peacemaker                             | Rick Flag Sr.                   | Serie de Tv       |

### Videoclips
| Año  | Título      | Artista  |
| ---- | ----------- | -------- |
| 2014 | «My Desire» | Interpol |